# Antena 1 Goiânia
Antena 1 Goiânia é uma de emissora de rádio com sede na cidade de Anápolis, GO. Lançada em 2002 como Fonte FM, pertencia ao Sistema Fonte de Comunicação. A Rádio opera em Goiânia, GO em 103,7 FM, e é afiliada à Antena 1. Até outubro de 2017, a rádio tinha uma retransmissora na frequência de 107,9 em Brasília mais deixou de ser retransmitido dando lugar a Rede Jovem Pan News emissora que já foi retransmitida na mesma frequência anteriormente.
Em outubro de 2018, é anunciada a venda da emissora para o cantor Amado Batista, que lança a rádio Amor FM no dia 15 de outubro.
Em 21 de maio de 2024, foi anunciada a venda da emissora Amor FM para o Grupo Mais Goiás (Mais Goiás Comunicação, Marketing e Internet Ltda.), de propriedade do radialista Altemar Santos. A emissora passou a se chamar Mais Goiás FM, operando na frequência 103.7 MHz, com programação voltada para notícias e esportes.
Em 11 de outubro de 2024, o Grupo Vega de Comunicação assumiu a gestão da Rádio 103,7 FM, de Goiânia. A administração anterior, conduzida pelo Grupo Mais Goiás, havia implementado uma programação voltada para conteúdos jornalísticos e esportivos. Após o falecimento de Altemar Santos, fundador e presidente do Grupo Mais Goiás, a rádio voltou ao controle do Grupo Vega, que iniciou o desenvolvimento de uma nova programação. Em 18 de novembro, a 103,7 FM tornou-se afiliada da Rede Nativa.
Em 7 de julho de 2025, passa a retransmitir a programação da rádio adulta Antena 1.